# Томас, Руфус
Руфус Томас (англ. Rufus Thomas; 26 марта 1917 — 15 декабря 2001) — американский певец, диджей времён раннего рок-н-ролла, икона мемфисского соула, создатель Фанки Чикена. Отец певиц Карлы Томас, Ванис Томас и пианиста Марвелла Томаса.
Первого успеха Томас достиг в 1953 году с синглом «Bear Cat», смешной песней-ответом на «Hound Dog» Биг Мамы Торнтон. Она достигла 3 места в ритм-н-блюзовом чарте «Билборда», став для лейбла Sun Records первым всеамериканским хитом. Правда, успех был немного омрачён судебным иском о плагиате оригинальной песни Либера и Столлера и тем, что владелец Sun Сэм Филлипс дело проиграл.
Среди его хитов — «Walking the Dog», «The Breakdown», «Do the Funky Chicken», «(Do the) Push and Pull» и «Do the Funky Penguin».
Как пишет про Томаса музыкальный сайт AllMusic, «как музыкант он не был большим инноватором, но на него с его соульными танцевальными мелодиями всегда можно было рассчитывать в поисках хорошего, глупого, и/или возмутительного веселья».
В 2001 году, незадолго до своей смерти от сердечного приступа, Руфус Томас принят в Зал славы блюза.

## Дискография
- См. «Rufus Thomas § Discography» в английском разделе.